# Cabalar (Capela)
Cabalar (llamada oficialmente Santa María de Cabalar) es una parroquia española del municipio de Capela, en la provincia de La Coruña, Galicia.

## Entidades de población
Entidades de población que forman parte de la parroquia:
- Bouza (A Bouza)
- Buíña (A Buíña)
- Castiñeira (A Castiñeira)
- Grúa (A Grúa)
- La Iglesia (A Igrexa)
- Fiúnte
- Formariz
- Fornelos
- Guillurfe
- Martín
- Barreiro (O Barreiro)
- Cadabal (O Cadaval)
- O Campo
- Coto (O Coto)
- Machuco (O Machuco)
- Pouso (O Pouso)
- Carballás (Os Carballás)
- Inxertados (Os Enxertados)
- Os Roxedoiros
- Teixo (O Teixo)
- Vilar de Mouros

## Despoblado
- Penedo (O Penedo)

## Demografía
| Gráfica de evolución demográfica de Cabalar entre 2000 y 2018 |
|                                                               |
| Datos según el nomenclátor publicado por el INE.              |